# Híbrido centifolia

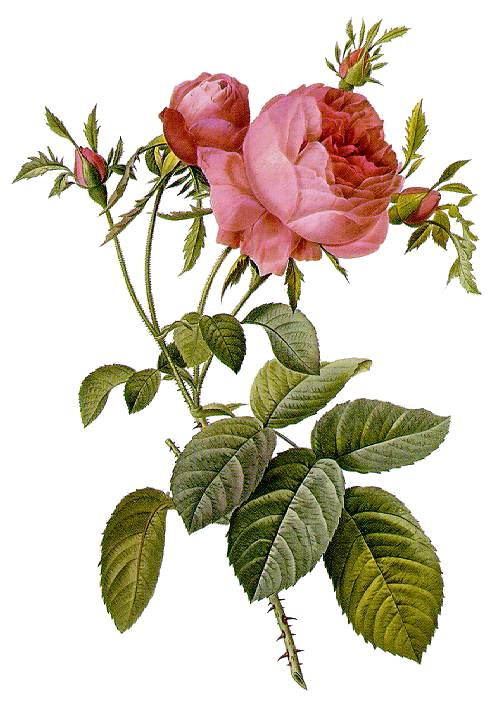
Rosa centifolia foliacea.

Las rosas Híbrido centifolia también conocidos como Rosas repollo, Rosal romano, Rosal de cien hojas, Rosa aromática, Rosa de mayo, Rosa de Provenza es un grupo de rosas antiguas de jardín, que derivan de Rosa x centifolia, conseguida en el siglo XVII en Holanda. Fórmula hybridae: Rosa gallica × Rosa moschata × Rosa canina × Rosa damascena (Huxley 1992) (Nota: rosa híbrida desarrollada entre el siglo XVI y el siglo XVIII.)
Ellas llevan el nombre de "cien" pétalos; que a menudo se llaman también las rosas "repollo" debido a la forma globular de las flores. El resultado de las rosas de damasco cruzados con albas, los centifolias tienen floración de todas las flores de una vez. Como clase, son notables por su inclinación a producir mutaciones de varios tamaños y formas, incluyendo las rosas musgosas y algunas de las primeras rosas en miniatura. 
Ejemplos: 'Centifolia', 'Paul Ricault'.

## Características
Las híbrido centifolia tienen apariencias a los Rosales antiguos, con numerosos pétalos.
Arbusto de 1 a 2 m de altura que se usa en decoración de jardines como seto informal.
Especie de hábito terrestre. Se le llega a encontrar en bosques de encino, pino o pino-encino. Se cultiva sobre todo en la región de Grasse, en el sur de Francia, y su perfume es parecido al de la Rosa gallica.
Esta especie se reproducen en viveros, generalmente a través de esquejes.
La flor tiene diversos usos medicinales y en perfumería. De ella se obtiene el "agua de Rosas Rojas" de sus pétalos frescos, entre otras especies de rosas, a través de un proceso de destilación simple.
Se necesitan alrededor de 1000 flores de la variedad seleccionada para producir 473 ml de agua de rosas de buena calidad. Esta agua de rosas concentrada se diluye más tarde según se requiera.

## Selección de cultivares
Algunas de las variedades de híbrido centifolia y obtenciones conseguidas por distintos obtentores.

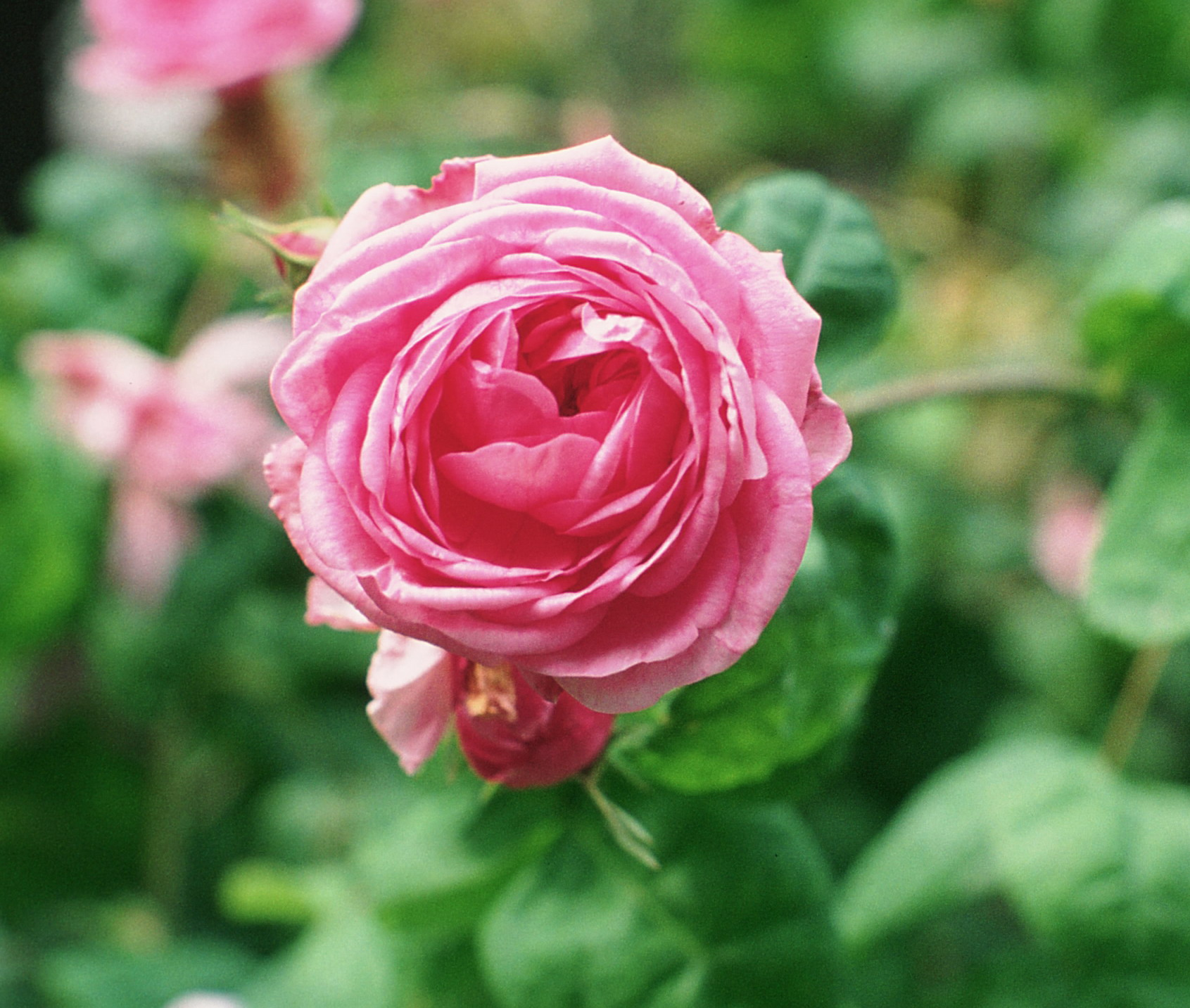
'Bullata', descubierta por Duhamel (Francia, ~1801).
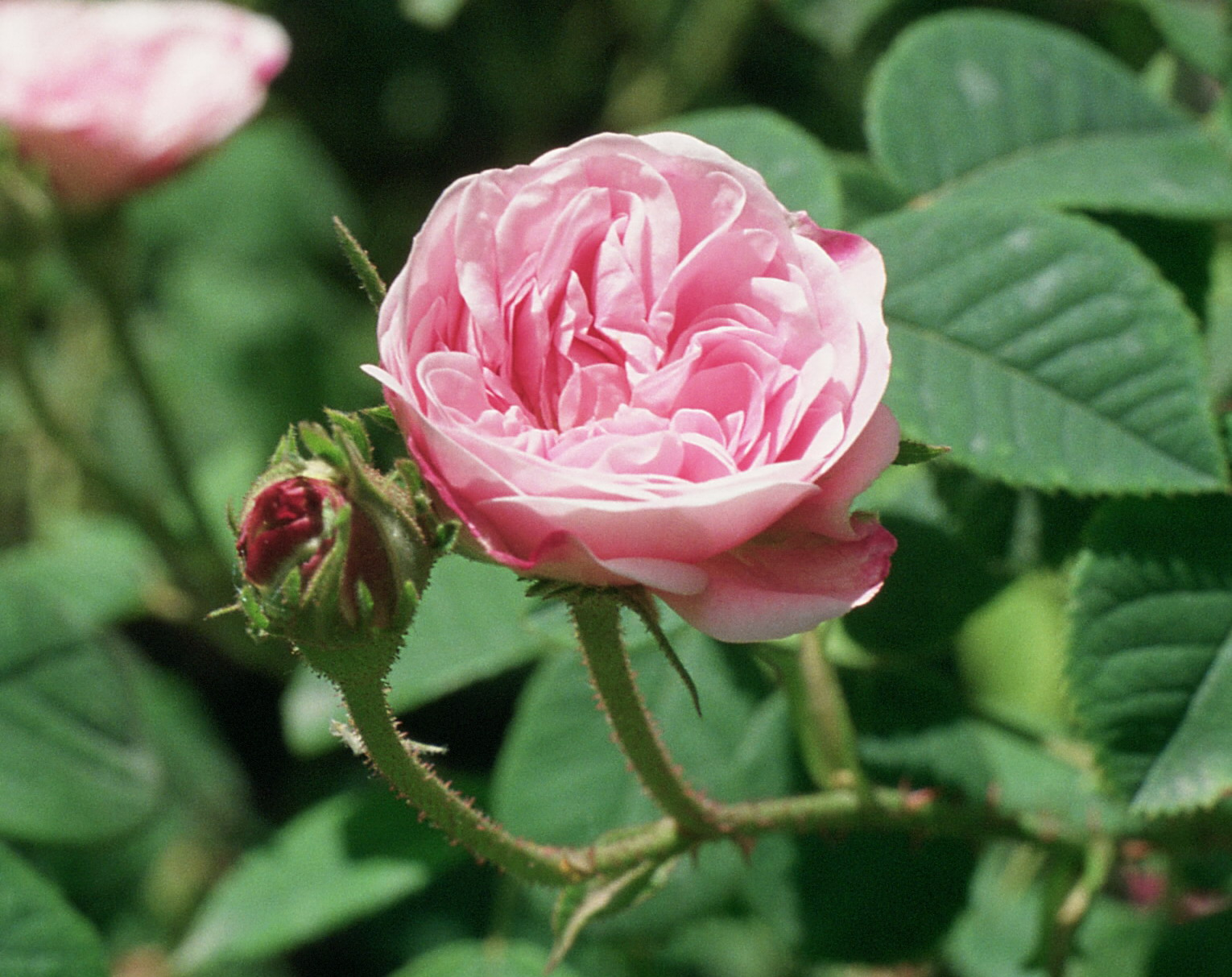
'Petite Lisette', Jean-Pierre Vibert (Francia, 1817).
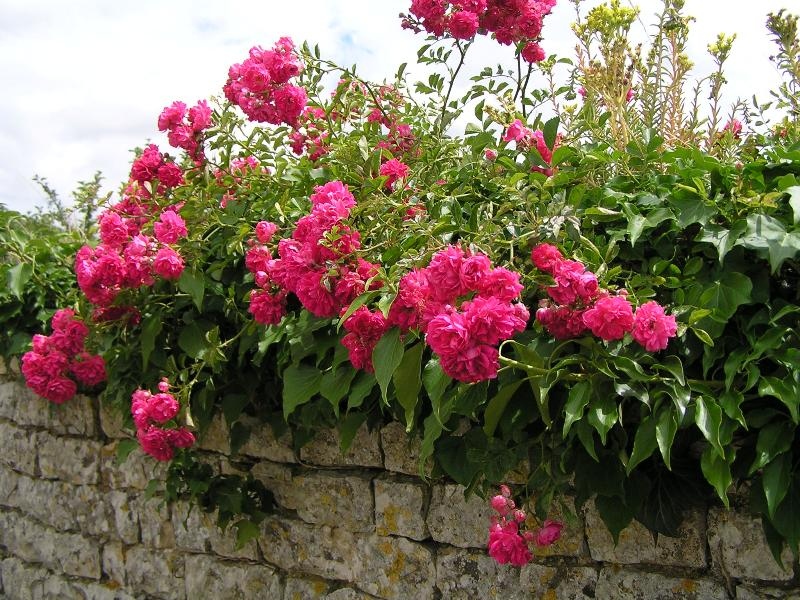
'Pompon de Bourgogne', origen desconocido (antes de 1664).
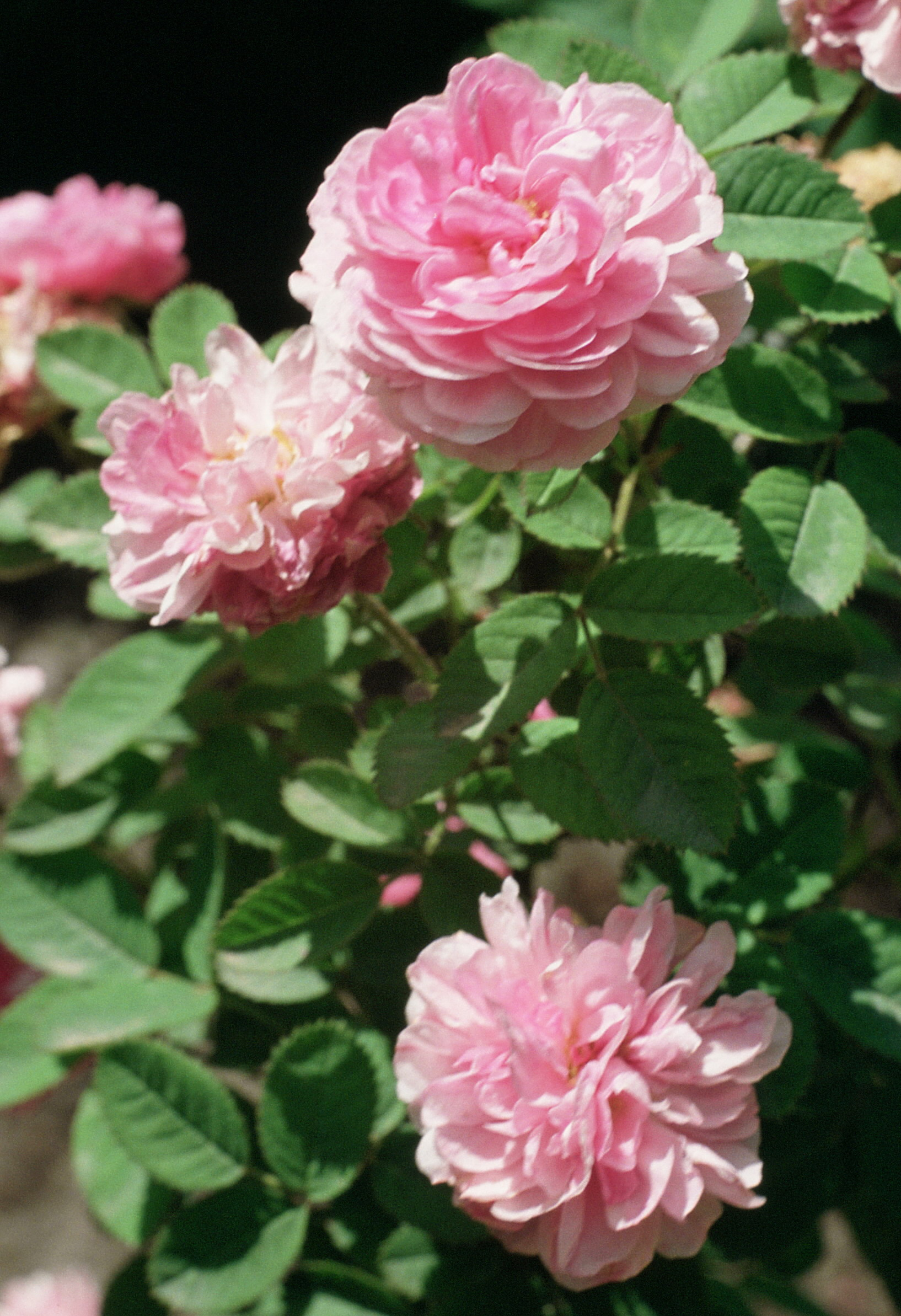
'Rose de Meaux', Dominique Séguier 1637 (Francia).
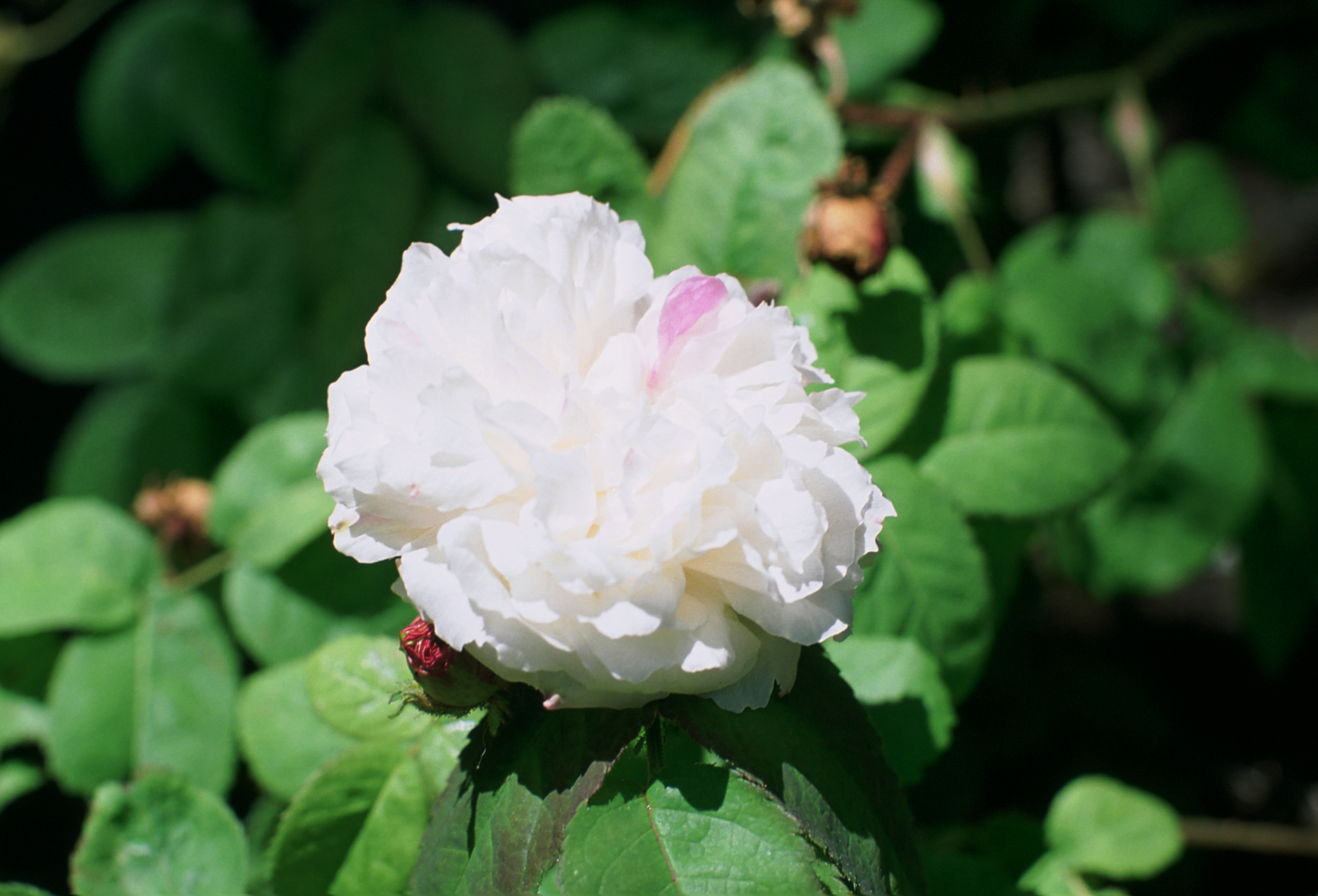
'Unique Panachée', Madame Chaussée antes de 1821 (Francia).